# Port lotniczy Rijad
Port lotniczy Rijad (IATA: RUH, ICAO: OERK), Międzynarodowe Lotnisko Króla Chalida – międzynarodowy port lotniczy położony 35 km na północ od Rijadu. Jest największym portem lotniczym w Arabii Saudyjskiej.
Lotnisko posiada dwa terminale, meczet, wieżę kontrolną i dwa równoległe pasy startowe, każdy 4200 metrów. Zostało ono skonstruowane tak, aby sprostać rosnącym międzynarodowym i lokalnymi wymaganiom transportu lotniczego w regionie Rijadu. Port lotniczy został nazwany imieniem Chalida, króla Arabii Saudyjskiej od 1975 do 1982 roku.
Było to alternatywne lądowisko dla promów kosmicznych NASA.

## Terminale
Istnieją cztery główne terminale pasażerskie na lotnisku
Terminal 1
- Terminal ten jest stosowany do wszystkich lotów międzynarodowych, z wyjątkiem tych obsługiwanych przez linie Saudia.

Terminal 2
- Terminal ten jest używany przez Air France, Saudię i Nas Air dla lotów międzynarodowych.

Terminal 3
- Terminal ten jest stosowany do wszystkich lotów krajowych.

 Terminal 4
- Terminal ten jest nieużywany i nigdy nie został wykorzystany, ponieważ budowa została nie ukończona i pozostaje bez rękawów.

Terminale są połączone ze sobą za pomocą trzech budynków łączących, o długości 168 metrów. Każdy zacisk jest w kształcie trójkąta z 47 500 metrów kwadratowych obszaru. Kompleks składa się z nowoczesnego terminalu VIP-ów oraz restauracji, kawiarni, biur linii lotniczych, urzędów, hoteli, firm wypożyczających samochody, banków, sklepów i punktu medycznego.

## Linie lotnicze i połączenia
Lotnisko w Rijadzie obsługiwane jest przez 53 linie lotnicze, które oferują 105 bezpośrednich połączeń do 43 państw w Azji, Europie, Afryce i Ameryce Północnej.
| Linia lotnicza                  | Kierunek |
| ------------------------------- | --- |
| Aegean Airlines                 | 1. Ateny |
| Air Arabia                      | 1. Aleksandria 2. Asjut 3. Kair 4. Szardża |
| Airblue                         | 1. Islamabad 2. Lahaur |
| Air Cairo                       | 1. Asjut 2. Kair 3. Giza 4. Sauhadż Sezonowo: 1. Szarm el-Szejk |
| Air China                       | 1. Pekin |
| Air India                       | 1. Delhi 2. Hajdarabad 3. Mumbaj |
| Air India Express               | 1. Hajdarabad 2. Kannur 3. Koczin 4. Kozhikode 5. Thiruvananthapuram |
| Air Montenegro                  | Czartery: 1. Podgorica |
| AJet                            | 1. Stambuł-Sabiha Gökçen |
| Akasa Air                       | 1. Mumbaj |
| Ariana Afghan Airlines          | 1. Kabul |
| Azerbaijan Airlines             | 1. Baku |
| Badr Airlines                   | 1. Chartum (zawieszone) 2. Port Sudan |
| BeOnd                           | 1. Male |
| Biman Bangladesh Airlines       | 1. Dhaka |
| British Airways                 | 1. Londyn-Heathrow |
| Cathay Pacific                  | 1. Hongkong (wznowione 28 października 2024) |
| China Eastern Airlines          | 1. Szanghaj-Pudong |
| China Southern Airlines         | 1. Pekin-Daxing 2. Shenzhen |
| EgyptAir                        | 1. Aleksandria 2. Kair |
| Emirates                        | 1. Dubaj |
| Ethiopian Airlines              | 1. Addis Abeba |
| Etihad Airways                  | 1. Abu Zabi |
| flyadeal                        | 1. Abha 2. Amman 3. Bahrajn 4. Baku 5. Batumi 6. Kair 7. Dammam 8. Dubaj-Al Maktoum 9. Dubaj 10. Hail 11. Stambuł 12. Dżudda 13. Dżizan 14. Chartum (zawieszone) 15. Kuwejt 16. Medyna 17. Maskat 18. Nadżran 19. Szarm el-Szejk 20. Tabuk 21. Taif 22. Tbilisi Sezonowo: 1. Antalya 2. Bodrum 3. Larnaka 4. Sarajewo 5. Trabzon |
| Flydubai                        | 1. Dubaj |
| FlyEgypt                        | 1. Kair 2. Sauhadż |
| Flynas                          | 1. Abha 2. Addis Abeba 3. Al-Baha 4. Aleksandria 5. Al-Dżauf 6. Al-Ula 7. Amman 8. Arar 9. Asjut 10. Bagdad 11. Bahrajn 12. Baku 13. Bejrut 14. Bisza 15. Bodrum 16. Kair 17. Dammam 18. Delhi 19. Doha 20. Dubai-Al Maktoum 21. Dubaj 22. El Dabaa 23. Gassim 24. Giza 25. Gurayat 26. Hail 27. Hatay 28. Hajdarabad 29. Islamabad 30. Stambuł-Sabiha Gökçen 31. Dżudda 32. Dżizan 33. Karaczi 34. Chartum (zawieszone) 35. Kozhikode 36. Kuwejt 37. Lahaur 38. Lucknow 39. Medyna 40. Moskwa-Wnukowo 41. Mumbaj 42. Maskat 43. Nadżran 44. Szarm el-Szejk 45. Sauhadż 46. Tabuk 47. Taif 48. Taszkent 49. Tbilisi 50. Tirana 51. Trabzon Sezonowo: 1. Antalya 2. Hurghada 3. Stambuł 4. Mykonos 5. Praga 6. Salala 7. Salzburg 8. Santorini 9. Sarajewo 10. Tivat 11. Wiedeń 12. Erywań |
| Gulf Air                        | 1. Bahrajn |
| Himalaya Airlines               | 1. Katmandu |
| IndiGo                          | 1. Delhi 2. Hajdarabad 3. Koczin 4. Mumbaj |
| Iraqi Airways                   | Sezonowe czartery: 1. Bagdad |
| ITA Airways                     | 1. Rzym-Fiumicino |
| Jazeera Airways                 | 1. Kuwejt |
| Kam Air                         | 1. Kabul |
| KLM                             | 1. Amsterdam |
| Kuwait Airways                  | 1. Kuwejt |
| LOT                             | 1. Warszawa-Chopin |
| Lufthansa                       | 1. Bahrajn (do 16 września 2024) 2. Frankfurt |
| Middle East Airlines            | 1. Bejrut |
| Nepal Airlines                  | 1. Katmandu |
| Nesma Airlines                  | 1. Kair Sezonowo: 1. Sauhadż |
| Nile Air                        | 1. Kair |
| Oman Air                        | 1. Maskat |
| Pakistan International Airlines | 1. Islamabad 2. Lahaur 3. Multan 4. Peszawar 5. Sijalkot |
| Pegasus Airlines                | 1. Stambuł-Sabiha Gökçen Sezonowo: 1. Trabzon |
| Philippine Airlines             | 1. Manila |
| Qatar Airways                   | 1. Doha |
| Royal Air Maroc                 | 1. Casablanca |
| Royal Jordanian                 | 1. Amman |
| SalamAir                        | 1. Maskat |
| Saudia                          | 1. Abha 2. Abu Zabi 3. Addis Abeba 4. Al-Baha 5. Aleksandria 6. Al-Dżauf 7. Al-Ula 8. Al-Wadżh 9. Amman 10. Arar 11. Bahrajn 12. Bangkok-Suvarnabhumi 13. Barcelona 14. Pekin-Daxing 15. Bejrut 16. Bisza 17. Kair 18. Casablanca 19. Dammam 20. Dawadmi 21. Delhi 22. Dhaka 23. Doha 24. Dubaj 25. Frankfurt 26. Gassim 27. Genewa 28. Guangzhou 29. Gurayat 30. Hail 31. Hajdarabad 32. Islamabad 33. Stambuł 34. Dżakarta 35. Dżudda 36. Dżizan 37. Karaczi 38. Chartum (zawieszone) 39. Koczin 40. Kozhikode 41. Kuala Lumpur 42. Kuwejt 43. Lahaur 44. Londyn-Heathrow 45. Lucknow 46. Madryt 47. Male 48. Manila 49. Mauritius 50. Medyna 51. Mumbaj 52. Monachium 53. Maskat 54. Nadżran 55. Neom Bay 56. Nowy Jork-JFK 57. Paryż-Charles de Gaulle 58. Peszawar 59. Al-Kajsuma 60. Rafha 61. Red Sea 62. Rzym-Fiumicino 63. Szarm el-Szejk 64. Szarura 65. Tabuk 66. Taif 67. Turajf 68. Wadi ad-Dawasir 69. Waszyngton-Dulles 70. Janbu 71. Zurych Sezonowo: 1. Amsterdam 2. Ateny 3. Barcelona 4. Batumi 5. Izmir 6. Makasar 7. Malaga 8. Mediolan-Malpensa 9. Mykonos 10. Nicea 11. Salala 12. Surabaja 13. Wiedeń |
| Serene Air                      | 1. Peszawar |
| SkyUp Airlines                  | 1. Kair |
| SpiceJet                        | 1. Kozhikode 2. Mumbaj |
| SriLankan Airlines              | 1. Kolombo |
| Sudan Airways                   | 1. Chartum (zawieszone) |
| Syrian Air                      | 1. Damaszek |
| Tarco Aviation                  | 1. Chartum (zawieszone) 2. Port Sudan |
| Turkish Airlines                | 1. Stambuł Sezonowo: 1. Antalya 2. Rize 3. Trabzon |
| Wizz Air                        | 1. Budapeszt 2. Rzym-Fiumicino 3. Wiedeń Sezonowo: 1. Mediolan-Malpensa |
| Yemenia                         | 1. Aden |

### Cargo
| Linia Lotnicza                | Kierunek |
| ----------------------------- | --- |
| Aerotranscargo                | 1. Dubaj-Al Maktoum 2. Fudżajra 3. Frankfurt-Hahn 4. Hongkong 5. Szardża |
| Atlas Air                     | 1. Bangkok-Suvarnabhumi 2. Delhi 3. Frankfurt-Hahn 4. Hongkong 5. Saragossa |
| Cargolux                      | 1. Hanoi 2. Luksemburg |
| Cathay Cargo                  | 1. Dubaj-Al Maktoum 2. Hongkong |
| Central Airlines              | 1. Shenzhen |
| China Southern Airlines       | 1. Guangzhou |
| DHL International Aviation ME | 1. Bahrajn |
| Ethiopian Cargo               | 1. Addis Abeba 2. Kuwejt 3. Saragossa |
| Lufthansa Cargo               | 1. Frankfurt 2. Szardża 3. Tajpej-Taoyuan |
| My Freighter Airlines         | 1. Taszkent |
| Qatar Airways Cargo           | 1. Doha |
| Saudia Cargo                  | 1. Addis Abeba 2. Amsterdam 3. Bengaluru 4. Bruksela 5. Dammam 6. Frankfurt 7. Guangzhou 8. Hongkong 9. Houston-Intercontinental 10. Hajdarabad 11. Dżudda 12. Lagos 13. Mediolan-Malpensa 14. Mumbaj 15. Nairobi 16. Nowy Jork-JFK 17. Szanghaj-Pudong 18. Szardża |
| Turkish Cargo                 | 1. Stambuł 2. Mumbaj |

## Infrastruktura

### Wieża kontroli ruchu
Położona jest na terenie terminalu pasażerskiego, pomiędzy Royal Pavilion oraz meczetem i ma 81 metrów wysokości.
Istnieje 19 odrębnych poziomów pięter w wieży, w tym w zakresie operacji u podstawy wieży, w sumie 1230 metrów kwadratowych powierzchni. Sześć z 19 pięter są uważane za główne piętra. Należą do nich na poziomie operacyjnym u podstawy wieży, dwa poziomy urządzeń, poziom obserwacji, piętro usług i piętro kabiny na szczycie wieży, z której kontrolerzy ruchu lotniczego mają widok na całe lotnisko. Poziom operacji mieści centrum kontroli radarowej na lotnisku, jak również sale konferencyjne, biura i część szkolenia. Dwa poziomy wyposażenia zawierają urządzenia mechaniczne i elektryczne oraz kable i poziom serwisowy zawiera kuchnię, salon i toalety dla personelu dyżurnego w kabinie. Kabina sama w sobie zawiera stanowiska obsługi kontrolera i sprzęt elektroniczny i komunikacyjny. Wieża jest zasilana z dwóch odrębnych źródeł. 

### Połączenia między terminalami
Pasażerowie, przechodząc od jednego terminalu do drugiego w Porcie lotniczym Rijad mogą korzystać z ruchomych chodników. Ruchome chodniki, pierwsze zainstalowane na lotnisku w Arabii Saudyjskiej, znajdują się w trzech łącznych budynkach, które łączą międzynarodowy i krajowy terminal.
Jest w sumie 1196 metrów chodników, które są faktycznie szerokimi pasami transmisyjnymi, które działają na poziomie podłogi i poruszają się z prędkością blisko 1 metra na sekundę.
Dodatkowe udogodnienia dla pasażerów na terenie terminala to 80 wind i schodów ruchomych. W garażach jest 16 schodów ruchomych i dwa służą meczetowi.
Windy, ruchome schody i ruchome chodniki mają zainstalowane najnowsze urządzenia ochronne. W przypadku pożaru, windy będą automatycznie prowadziły do głównego poziomu i drzwi będą się otwierać. Schody ruchome i chodniki ruchome wyposażone są w detektory ognia i dymu, który powoduje zatrzymanie automatycznie i powinien wykryć pożar.

### Rękawy
Port lotniczy Rijad był pierwszym lotniskiem w Królestwie Arabii Saudyjskiej, które miało zainstalowane rękawy, w celu przyspieszenia obsługi i czasu realizacji. Każdy terminal posiada osiem bram rękawów skutecznie eliminujących potrzebę przewozów autobusowych między budynkami terminalu i oczekiwanie na samolot.

### Meczet
Projekt meczetu jest jednym z najbardziej wyrazistych obiektów na lotnisku na podstawie jego architektury islamu. Może on pomieścić 5000 wiernych wewnątrz oraz 5000 na zewnątrz. Jego lokalizacja w centrum terminalu pasażerskiego określa je jako najważniejsze miejsce na lotnisku i sprawia, że będzie pierwszym obiektem, który odwiedzający zobaczyć po przyjeździe. Kopuła ma 33 metry średnicy i 40 metrów wysokości, więcej niż we wszystkie innych struktury w kompleksie pasażerskim, z wyjątkiem wieży kontrolnej i minaretu.
W północno-wschodnim rogu placu meczetu, stoi minaret o wysokości 39 metrów nad poziom placu. Spiralne schody wewnątrz minaretu zapewnia dostęp do głośników, które są nadawane codziennie pięć razy podczas modlitwy. Meczet ma 5030 m² powierzchni podłogi na parterze w meczecie, a drugi 765 m² na antresoli. Koraniczna biblioteka na parterze ma 50 m² przestrzeni użytkowej i tyle samo przestrzeni magazynowej. Biblioteka, gabinety i toalety znajdują się wzdłuż południowo-wschodniej części na południowy zachód od ścian.